# Орден Национального вознаграждения
Орден Национального вознаграждения — государственная награда Королевства Марокко.

## История
Орден Национального вознаграждения был учреждён королём Марокко Мухаммедом V.
Орден учреждался в трёх классах – командор, офицер и кавалер. 
В Декрете от 2-го Раби аль-авваль 1421 (5 июня 2000 года) № 1.00.218 указано, что орден Национального вознаграждения состоит из пяти классов: Большой ленты, Гранд-офицера, Командора, Офицера и Кавалера.

## Степени
Первоначально имел три класса:
| Класс            | Командор | Офицер | Кавалер |
| Орденская планка |          |        |         |

С 2000 года — пять классов:
| Класс            | Специальный класс Большая лента | 1 класс Гранд-офицер | 2 класс Командор | 3 класс Офицер | 4 класс Кавалер |
| Орденская планка |                                 |                      |                  |                |                 |

## Описание
В зависимости от класса знак ордена изготавливается из позолоченного серебра или серебра.
Знак ордена – в основании золотая шестнадцатиконечная звезда, лучи которой трапециевидно-заострённые, с узором по матированной поверхности и с широким гладким бортиком. На основание наложена шестнадцатиконечная звезда красной эмали с заострёнными лучами. В центре круглый золотой медальон с широкой каймой. В медальоне золотое резное изображение государственного герба Марокко, на кайме внизу надпись на арабском языке.
Звезда ордена аналогична знаку, но большего размера. Полагается к классам Большой ленты и гранд-офицера.
Орденская лента шёлковая муаровая зелёного цвета с двумя тонкими красными полосками, отстающими от края.
Знак класса Большой ленты при помощи резного узорчатого переходного звена крепится к широкой черезплечной ленте. 
Знак класса гранд-офицера и командора при помощи резного узорчатого переходного звена крепится к шейной орденской ленте.
Знак класса офицера при помощи кольца крепится к нагрудной орденской ленте с розеткой.
Знак класса кавалера серебряный, при помощи кольца крепится к нагрудной орденской ленте.